# Dominique Pire
Dominique Pire (născut Georges Pire; n. 10 februarie 1910, Dinant, Valonia, Belgia – d. 30 ianuarie 1969, Leuven, Province of Brabant⁠(d), Belgia) a fost un călugăr dominican, laureat al Premiului Nobel pentru Pace pe anul 1958. 

## Familia și studiile
În 1914, la vârsta de patru ani, a trebuit să se refugieze cu familia sa în Franța, din cauza invaziei germane în Belgia. La vârsta de opt ani s-a întors cu familia în localitatea natală, unde au găsit gospodăria distrusă. Această experiență l-a marcat pe viață.
În anul 1928 a intrat în mănăstirea din Huy a ordinului dominican. În paralel a continuat studiul filosofiei. După absolvirea acestui studiu a urmat facultatea de teologie la Universitatea Angelicum din Roma, din 1932 până în 1936. În 1934 a fost hirotonit preot.

## Activitatea
În anul 1949 a înființat organizația Aide aux Personnes Déplacées („Ajutor pentru persoane refugiate“), cu scopul de a acorda sprijin material și moral oamenilor alungați din țările lor. În acest fel au primit sprijin peste 60.000 de persoane aflate în pribegie în Austria.
Din 1950 până în 1954 a deschis în Belgia patru cămine pentru refugiați vârstnici: la Huy (1950), Esneux (1951), Aartselaar (1953) și Braine-le-Comte (1954).